# Agassizmeer

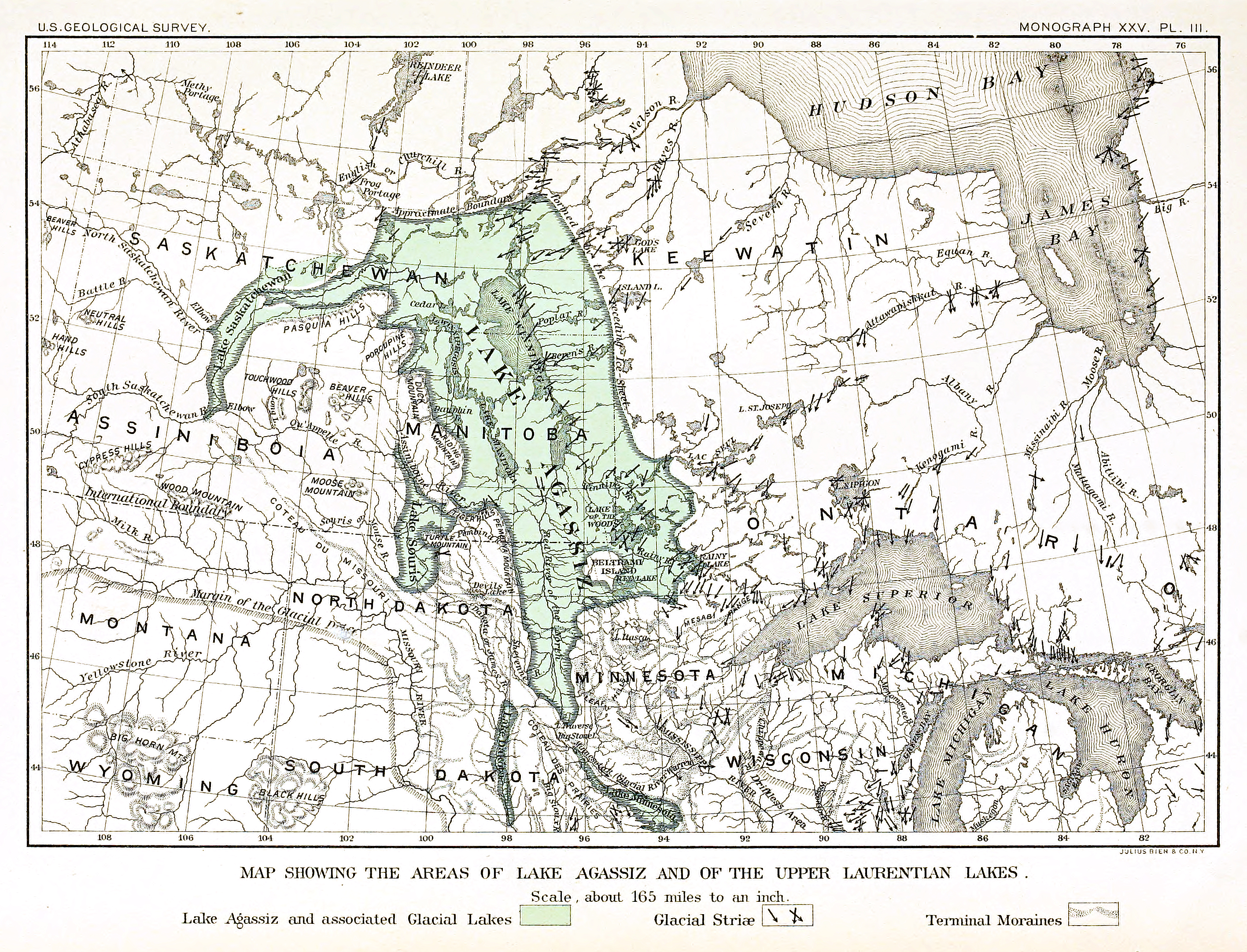
Een oude kaart van het Agassizmeer, afkomstig uit de 19e eeuw, gemaakt door geoloog Warren Upham. Van de kaart wordt tegenwoordig gedacht dat hij de totale regio van het meer onderschat.

Het Agassizmeer was een immens gletsjermeer in het centrum van Noord-Amerika. Het meer kreeg zijn water van smeltende gletsjers aan het eind van het Weichselien. Het oppervlak van het meer was groter dan dat van alle huidige Grote Meren bij elkaar.

## Ontdekking
Het meer werd voor het eerst omschreven in 1823 door William Keating. Het meer zelf is in 1879 vernoemd naar Louis Agassiz, daar hij de eerste was die inzag dat het om een gletsjermeer ging.

## Geologische voortgang
Geologen hanteren doorgaans de volgende geologische voortgang van het meer:
Het meer is ongeveer 13.000 jaar geleden ontstaan (bijna 12.000 14C jaar). Het meer bedekte bijna heel Manitoba, West-Ontario, Noord-Minnesota, Oost-Noord-Dakota, en Saskatchewan. Toen het meer op zijn grootst was, bedroeg het oppervlak ongeveer 440.000 km², groter dan elk huidig meer. Dit is ongeveer gelijk aan het oppervlak van Zweden.
Het meer liep op verschillende tijden leeg. Voor zover bekend in zuidelijke richting via de Traverse Gap in de River Warren en via de Minnesota en Mississippi in de Golf van Mexico., in oostelijke richting via Lake Kelvin (tegenwoordig Nipigonmeer) naar wat nu het Bovenmeer is en in westelijke richting via de Mackenzie in de Northwest Territories naar de Noordelijke IJszee. Klimatologen geloven dat in ca. 10.700 v.Chr. het meer via de grote meren en de Saint Lawrencerivier is leeggelopen in de Atlantische Oceaan. Dit kan de oorzaak zijn geweest van de Jonge Dryas stadiaal ca. 10.700 - 9.560 v.Chr.
Het meer werd daarna nog een paar keer deels aangevuld door de terugkeer van het ijs. 9900 jaar geleden werd het weer aangevuld. Deze gebeurtenissen hadden mogelijk een grote invloed op het klimaat en het zeeniveau. De laatste grote verandering in het waterpeil van het meer vond ongeveer 8400 jaar geleden plaats, toen het meer leegliep in de Hudsonbaai. Iets wat de 1000 jaar erop in beslag nam. Naderhand bleven het Winnipegmeer, Winnipegosismeer, Manitobameer, en Woodsmeer achter.
Het grootste gedeelte van de uiteindelijke drooglegging van het meer vond vermoedelijk plaats in relatief korte tijd, mogelijk zelfs binnen een jaar. Recente studies door de Britse wetenschapper Chris Turney linkt de snelle leegloop van het meer en de globale stijging van het zeeniveau met ongeveer een meter aan de vele mythen over een grote overstroming, zoals het verhaal van de zondvloed.
Ander geologisch en geomorfologisch bewijs voor het Agassizmeer is vandaag de dag nog te zien. Opgehoogde stranden vele kilometers verwijderd van huidige oevers, markeren de oude grenzen van het meer. Verschillende moderne rivieren, waaronder de Assiniboine en Red River zijn oorspronkelijk ontstaan uit het water dat vanuit het meer naar de zee stroomde.